# Kyoto Katsuki
Kyoto Katsuki oder Kiyoto Katsuki (jap. 香月清人, Katsuki Kyoto; * 25. September 1954) ist ein ehemaliger japanischer Judoka. Er war 1979 Weltmeister im Leichtgewicht, der Gewichtsklasse bis 71 Kilogramm.
Katsuki gewann 1978 das Tournoi de Paris und belegte den dritten Platz beim Jigoro Kano Cup. 1979 siegte er beim Kodokan Cup. Bei den Weltmeisterschaften 1979 in Paris bezwang er im Halbfinale Tamas Namgalauri aus der Sowjetunion und im Finale den Italiener Ezio Gamba. 1980 belegte er den zweiten Platz beim Kodokan Cup. 1981 gewann er bei den japanischen Meisterschaften. Bei den Weltmeisterschaften 1981 in Maastricht schied er in der Runde der letzten 32 gegen den Ungarn Sándor Nagysolymosi aus. Ende 1981 war er noch einmal Dritter beim Jigoro Kano Cup.